# Бијеле Воде (Глина)
Бијеле Воде су насељено мјесто на подручју града Глине, у Банији, Сисачко-мославачка жупанија, Република Хрватска.

## Историја
Бијеле Воде су се од распада Југославије до августа 1995. године налазиле у Републици Српској Крајини. Многи Срби напустили су село током „Олује”.

## Становништво
На попису становништва 2011. године, Бијеле Воде су имале 67 становника.
| Националност       | 1991. | 1981. | 1971. | 1961. |
| Срби               | 367   | 425   | 633   | 725   |
| Југословени        |       | 31    |       |       |
| Хрвати             | 2     | 3     | 2     | 3     |
| остали и непознато | 2     | 4     | 2     |       |
| Укупно             | 371   | 463   | 637   | 728   |

| Демографија | Демографија | Демографија |
| Година      | Становника  | Становника  |
| ----------- | ----------- | ----------- |
| 1961.       | 728         |             |
| 1971.       | 637         |             |
| 1981.       | 463         |             |
| 1991.       | 371         |             |
| 2001.       | 61          |             |
| 2011.       |             | 67          |

## Презимена
| - Бранковић — Православци - Будић — Православци - Видра — Православци - Грива — Православци - Демић — Православци - Ерак — Православци - Јелић — Православци - Куколеча — Православци | - Метикош — Православци - Муиџа — Православци - Радаковић — Православци - Рула — Православци - Самарџија — Православци - Тарбук — Православци - Тинтор — Православци - Шесто — Православци |